# Constitution du Salvador
Lire en ligne

Consulter

L'actuelle Constitution du Salvador a été promulguée en 1983, entrée en vigueur le 20 décembre de la même année et modifiée, par une révision constitutionnelle en 2003. La Constitution de 1983 du Salvador est similaire à celle de 1962, en ce qu'elle reprend souvent des passages mot pour mot de la Constitution précédente. L'actuelle Constitution se compose de 11 titres, et est subdivisée en 274 articles.